# Борове (Харківський район)
Борове́ — село в Україні, у Харківському районі Харківської області. Населення становить 37 осіб. Орган місцевого самоврядування — Роганська селищна рада.

## Географія
Село Борове знаходиться на правому березі річки Студенок, неподалік від її витоків. Нижче за течією на відстані в 5 км розташоване смт Безлюдівка. До села примикають села Пономаренки, Лелюки і Хроли. За 2,5 км проходить межа міста Харків. Село знаходиться всередині Харківської окружної дороги (автомобільна дорога М03).

## Історія
Село вперше згадується у 1782 році. Початуова назва - хутір Квіткин.

## Населення
За переписом населення 2001 року в селі мешкало 37 осіб.

### Мова
Розподіл населення за рідною мовою за даними перепису 2001 року:
| Мова       | Відсоток |
| ---------- | -------- |
| російська  | 51,35 %  |
| українська | 35,14 %  |
| вірменська | 13,51 %  |